# ラベンダーウサギ
ラベンダーウサギは、株式会社エポック社が商品化を継続しているシルバニアファミリー(Sylvanian Families)の仲間で、北海道旭川市の「おもちゃのヨシダ」店頭でのみ発売されている「地域限定型シルバニアファミリー」（ご当地キャラクター）の第一号である。ドールハウスのキャラクター名称である。ご当地キャラは少なく、しおかぜウサギなど一部しか存在しない。

## 誕生の経緯
シルバニアファミリー「たいせつの丘物語」（ラベンダーウサギ）は、おもちゃのヨシダと株式会社エポック社との過去50年に及ぶ長い取引実績から「おもちゃのヨシダ」の記念事業としてエポック社に対し、ラベンダーウサギの企画開発を提案したところ、「地域限定のシルバニアファミリー」第一弾として誕生した。

## バックストーリー
たいせつの丘物語というバックストーリーが設定されている。北海道中央部にそびえる「大雪山」（たいせつざん）の「たいせつ」と、「おもちゃのヨシダ」のコーポレートスローガンである『人を大切に、物を大切に、心を大切に、おもちゃを大切に』と云う「大切」との語呂合わせから生まれた。
モチーフはラベンダーの花と、花の色「紫」（薄紫）を用いており、ラベンダーウサギの耳の色とコスチューム（洋服）にそれらの色が使われている。玩具としてのストーリーは、「ラベンダーウサギファミリーは、お父さんのおじいさんが住んでいたとてもきれいな場所にあこがれて、たいせつの丘にやってきました。」となっており、「たいせつの丘」と云う場所は架空の場所であるが、シルバニア村のような自然があふれる緑豊かで美しい場所であるとされている。

## ファミリー
- お父さん：大工仕事が得意。色々なものを作って、みんなを喜ばせるのが好きな、明るいお父さん。
- お母さん：料理が上手。いつでもおいしい料理と笑顔でみんなを迎えてくれる、おだやかなお母さん。
- 男の子：かけっこが好き。わんぱくだが思いやりがあり、誰かが困っていたらかならず助けてあげる子。
- 女の子：お花を育てるのが好きなやさしい女の子。花言葉にくわしい子。
- 赤ちゃん：いつもお外で遊んでいる、元気いっぱいの赤ちゃん。雪遊びが大好き。

## 登場の軌跡
- 初登場：2009年4月25日（北海道旭川市周辺）
- グリーティング：2009年5月5日（おもちゃのヨシダ旭川店）
- イベント：2009年8月23日（おもちゃドリームin旭川）
- イベント：2010年7月（東京都銀座博品館）
- イベント：2013年5月20日（シルバニアビレッジ、森のなかよしパーティー）
- イベント：2014年3月、5月（シルバニアガーデン、森のなかよしパーティー）

## 商品展開
たいせつの丘物語 ラベンダーウサギファミリー。この商品は「通信販売」は一切行っておらず、北海道旭川市「おもちゃのヨシダ」店頭のみの販売品。（※なお、販売は2021年現在も継続中）

## 付随情報
上記の「ラベンダーウサギファミリー」の人形セットは、ぐりんぱ（シルバニアビレッジ）や、かしいかえん（シルバニアガーデン）等で不定期で開催される「こんにちは！森のなかよしパーティー」などのイベント時に限り、各園内の森のマーケットで購入する事が出来る。
但し、イベントの開催時期と入荷のタイミングによっては、必ずしも購入できる訳ではない為、確実に入手するには北海道旭川市などで店舗展開をしている「おもちゃのヨシダ」店頭で直接購入するしかない。また過去には、ラベンダーウサギのフェイスマークなどのステッカーを貼付したぶどうジュースやポストカードなどの限定商品もあった（旭川市内限定販売品として商品化された）が、現在ではそれらの商品は販売されていない。